# Mercedes-Benz S 63 AMG
Mercedes-Benz S 63 AMG — автомобілі, що виробляються компанією Mercedes-Benz з 2001 року. Виготовляються в кузовах кабріолет, седан, купе. Існують такі покоління цієї моделі:
- Mercedes-Benz S (W220) (2001-2002);
- Mercedes-Benz S (W221) (2006-2009);
- Mercedes-Benz S (W221) (2009-2013);
- Mercedes-Benz S (W222) (2013-2017);
- Mercedes-Benz S (C217) (2014-2017);
- Mercedes-Benz S (A217) (2015-2017);
- Mercedes-Benz S (W222) (2017-н.ч.).

## Опис
Mercedes-Benz S63 AMG 2015 найпотужніший член з сімейства двигунів Blue DIRECT. 5,5-літровий V8 бітурбо двигун має вихід 430 кВт (585 к.с.) і 900 Нм крутного моменту, S 63 AMG Coupe забезпечує виняткову продуктивність.

## Огляд моделі

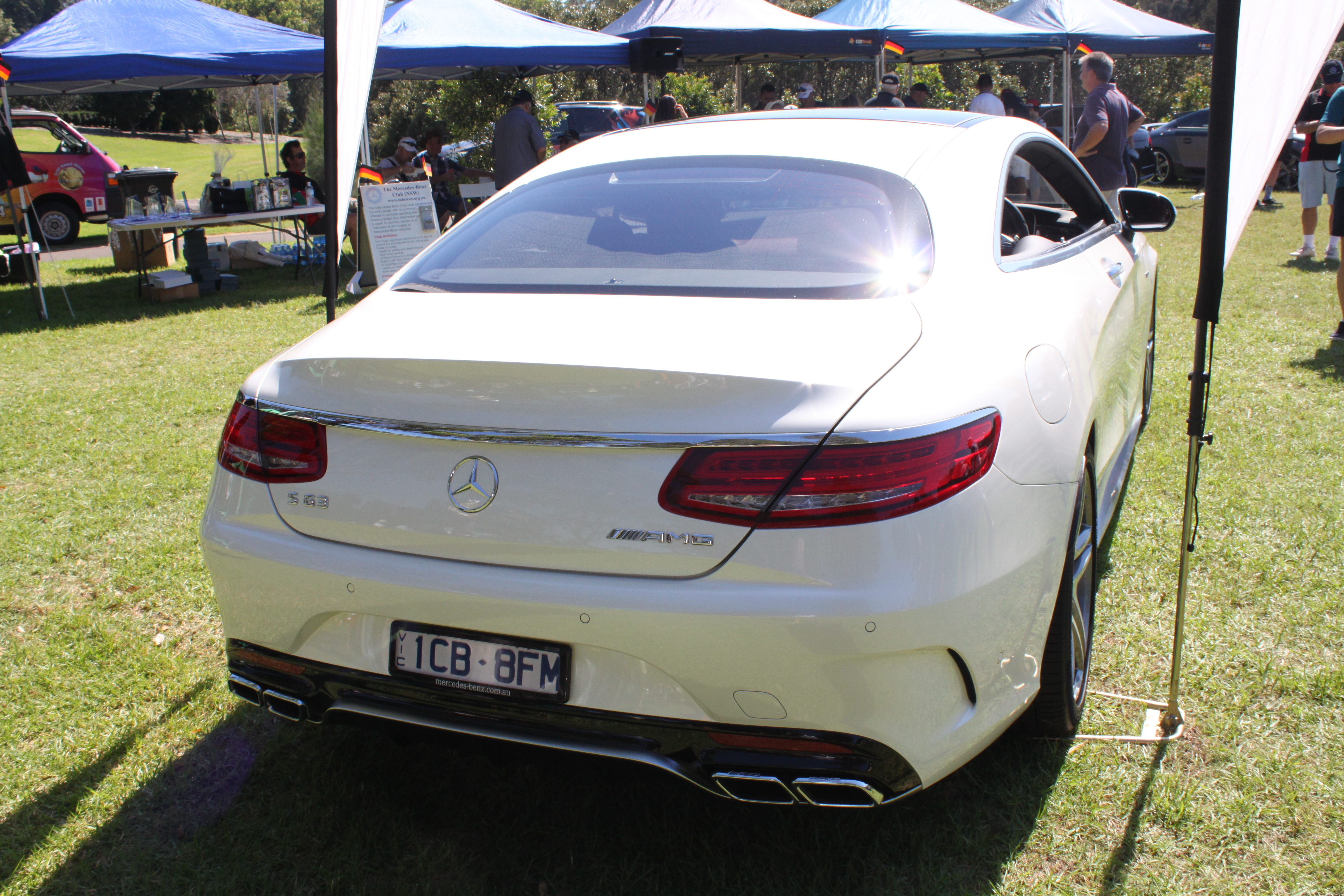
Mercedes-Benz S 63 AMG (C 217) coupe back
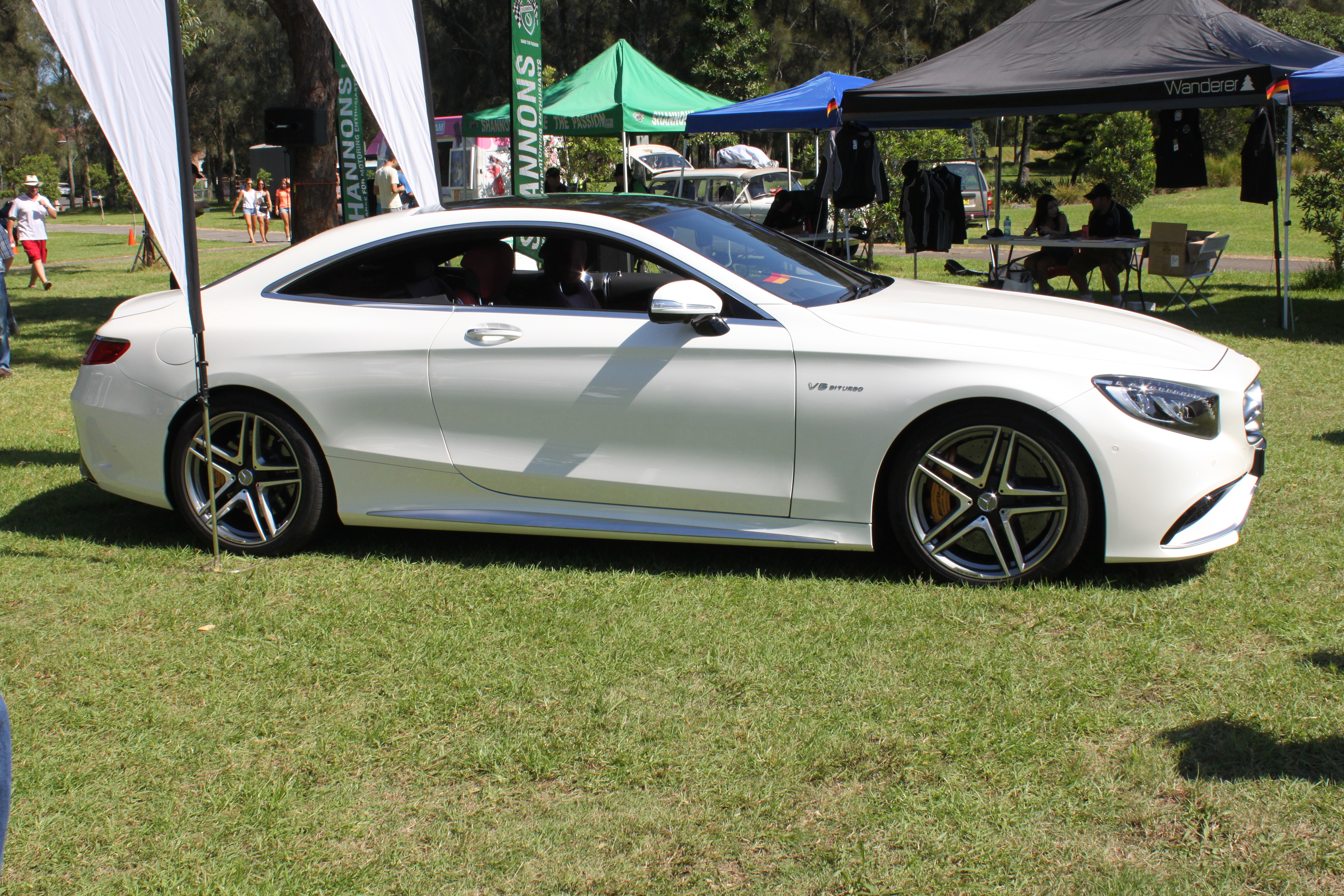
Mercedes-Benz S 63 AMG (C 217) coupe side
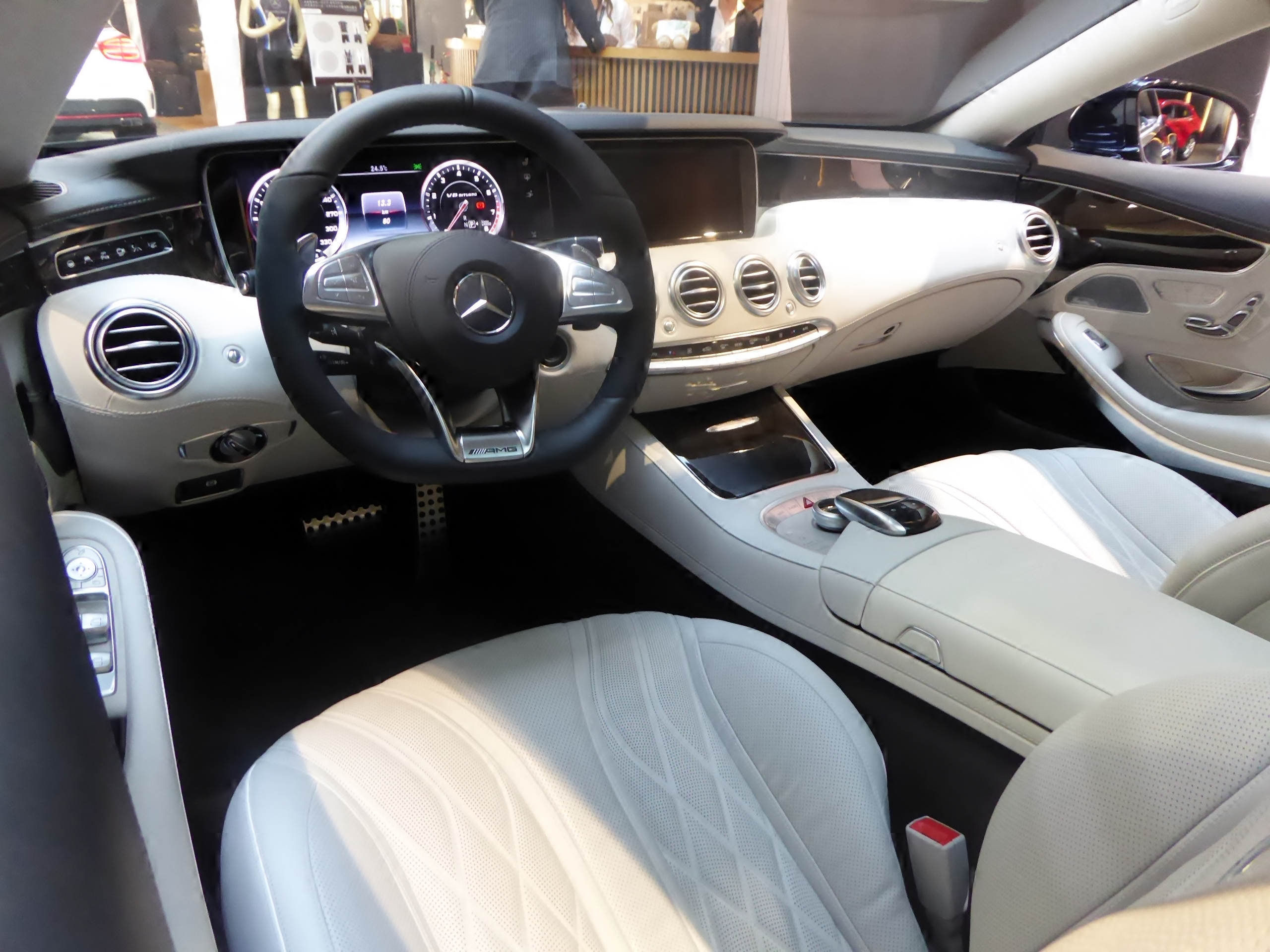
Mercedes-Benz S 63 AMG 4MATIC Coupé (C217) interior